# Коваленко, Вадим Фёдорович
Вади́м Фёдорович Ковале́нко (3 марта 1907, Харьков, Российская империя — 1989, Москва, РСФСР, СССР) — советский учёный в области электроники и теплофизики, лауреат Ленинской премии (1965).

## Биография
Родился 3 марта 1907 года в Харькове в семье учителя начальной школы. Рано (в 1920 году) потерял мать и уже с 14 лет начал работать, сначала конторщиком, затем учителем в школе-семилетке.
В 1925-1927 гг. учится в Донецком институте народного образования на физико-математическом отделении, после окончания которого снова работает учителем. 
Еще через год его отправляют на учебу в Ленинградский политехнический институт. 
После окончания института в 1932 направлен на работу в Ленинградский электрофизический институт, в лабораторию профессора Д. А. Рожанского.
С 1935 г. работал в НИИ-9 под руководством выдающегося ученого, члена-корреспондента АН СССР Н. А. Бонч-Бруевича. В НИИ-9 работал в основном над созданием маломощных микроволновых генераторов и усилителей.
В 1940 получил 7 авторских свидетельств на изобретения, которые до сих пор актуальны. В число изобретений вошли: многосекционный клистрон, отражающий клистрон, способ модуляции частоты клистрона (изменением напряжения отражателя). Крупнейшим научно-техническим достижением Вадима Федоровича является изобретение многолучевого клистрона на основном виде колебаний.
С началом войны сразу был мобилизован на фронт и воевал в 122 Краснознаменной танковой бригаде, начальником связи в звании инженер-капитана.
В 1945 году он переехал в Москву, где в мае 1946 г. принят на должность ведущего инженера в ЦНИИ-108 Министерства промышленности средств связи. Работая в институте, написал диссертацию на соискание ученой степени кандидата технических наук и успешно защитил ее.
В августе 1948 г. переводится на работу в г. Фрязино, в НИИ-160 на должность старшего научного сотрудника.
В январе 1949 года его назначают начальником отдела 170. Продолжая научную работу, он пишет книгу «Введение в электронику сверхвысоких частот». В ней приведено много конкретных расчетов узлов и устройств СВЧ-приборов, параметров зарубежных приборов, экспериментальных данных. Книга заслуженно пользовалась успехом у студентов, техников, инженеров и научных сотрудников.
В феврале 1952 года на его личной просьбе переводят с поста начальника отдела 170 на должность старшего научного сотрудника. Под его личным руководством в отделе были разработаны три новых прибора, налажен их серийный выпуск на заводе, который продолжался до 1967 г., с выходом до 40 000 шт. ежегодно. В те же годы он написал замечательную книгу — учебник по СВЧ-электронике, подал несколько заявок на изобретения, получил 4 авторских свидетельства, опубликовал ряд технических статей.
С ноября 1955 — начальник отдела научно-технической информации № 100. Его информационно-аналитическая деятельность распространяется на работы как НИИ-160, так и других предприятий отрасли.
С 1971 по 1979 гг. он выпускает 6 обстоятельных обзоров, посвященных состоянию и перспективам развития электроники СВЧ в СССР и за рубежом.
В 1965 г. группа специалистов института по разработке маломощных узкополосных клистронов в составе Николая Девяткова, В. Ф. Коваленко, Н. Б. Голанта, Д. М. Петрова удостоена Ленинской премии.
В 1965-1968 работает начальником лаборатории анализа и обобщений отдела № 100, после чего переходит (по личной просьбе) на работу старшим научным сотрудником. К этому времени у него было 55 научных трудов: 20 книг и брошюр, 19 статей, 16 авторских свидетельств.
В 1970-е годы пишет три главы книги о физических процессах при изготовлении ЭВП СВЧ.
В 1975 году в издательстве «Советское радио» выходит его книга «Теплофизические процессы и электровакуумные приборы».